# نمونه‌نگاری
نمونه‌نگاری (انگلیسی: Writing Sampler) اثری منتشرنشده از فیلسوف دانمارکی سورن کی‌یرکگود بود. نام مستعار پیوست‌شده نویسنده در کتاب «ای‌بی‌سی‌دی‌ای‌اف گادثاب» است. این اثر قرار بود دنباله‌ای بر مقدمه‌هایی باشد که در سال ۱۸۴۴ منتشر شد. این کتاب پس از مرگش در سال ۱۹۹۷ به زبان انگلیسی ترجمه و منتشر شد
منظور از نمونه‌نگاری تأکید بر عناصر وارونه‌گویی و طنز کتاب پیش‌گفتارها بود. همچنین یک تفسیر اجتماعی تاریخی از زندگی در کپنهاگ در دهه ۱۸۴۰ است، و به افراد و رویدادهای قابل توجه آن زمان اشاره می‌کند. به ویژه، بر رابطه بین «مراحل زیبایی‌شناختی و مذهبی زندگی» در فلسفه کی‌یرکگور تمرکز می‌کند.